# Casimir Carbonnier
Casimir Carbonnier, né le 24 mai 1787 à Beauvais et mort le 20 mars 1873 à Paris, est un peintre français.

## Biographie
François Casimir Carbonnier est le fils de Jean Baptiste Carbonnier, maitre tapissier, et de Marie Catherine Charlotte Angélique Dron.
Enfant, il intègre le cours d'Augustin van den Berghe. En août 1799, il obtient le prix de la tête d'expression, dans la deuxième division de la catégorie dessin. Il devient boursier, recevant une protection du prefet Jacques Cambry. Il arrive à 16 ans dans la capitale, puis est admis à l'école de David, et expose au Salon de 1812.
Guidé par ses aspirations religieuses, il entre au couvent en 1841, continuant à peindre sans s'occuper des aspects matériels de la vie, au sein de la congrégation lazariste. Appelé Frère François, il produit également de la poésie sous forme de fable et rassemble le tout dans un recueil. 
Il meurt célibataire à son domicile de la rue de Sèvres, à l'âge de 85 ans. 

## Œuvre exposée au Salon parisien
- Virgile récitant devant Auguste son Énéide à l’instant où il prononce : Tu Marcellus erit, au Salon de 1812

## Œuvres conservées dans les musées

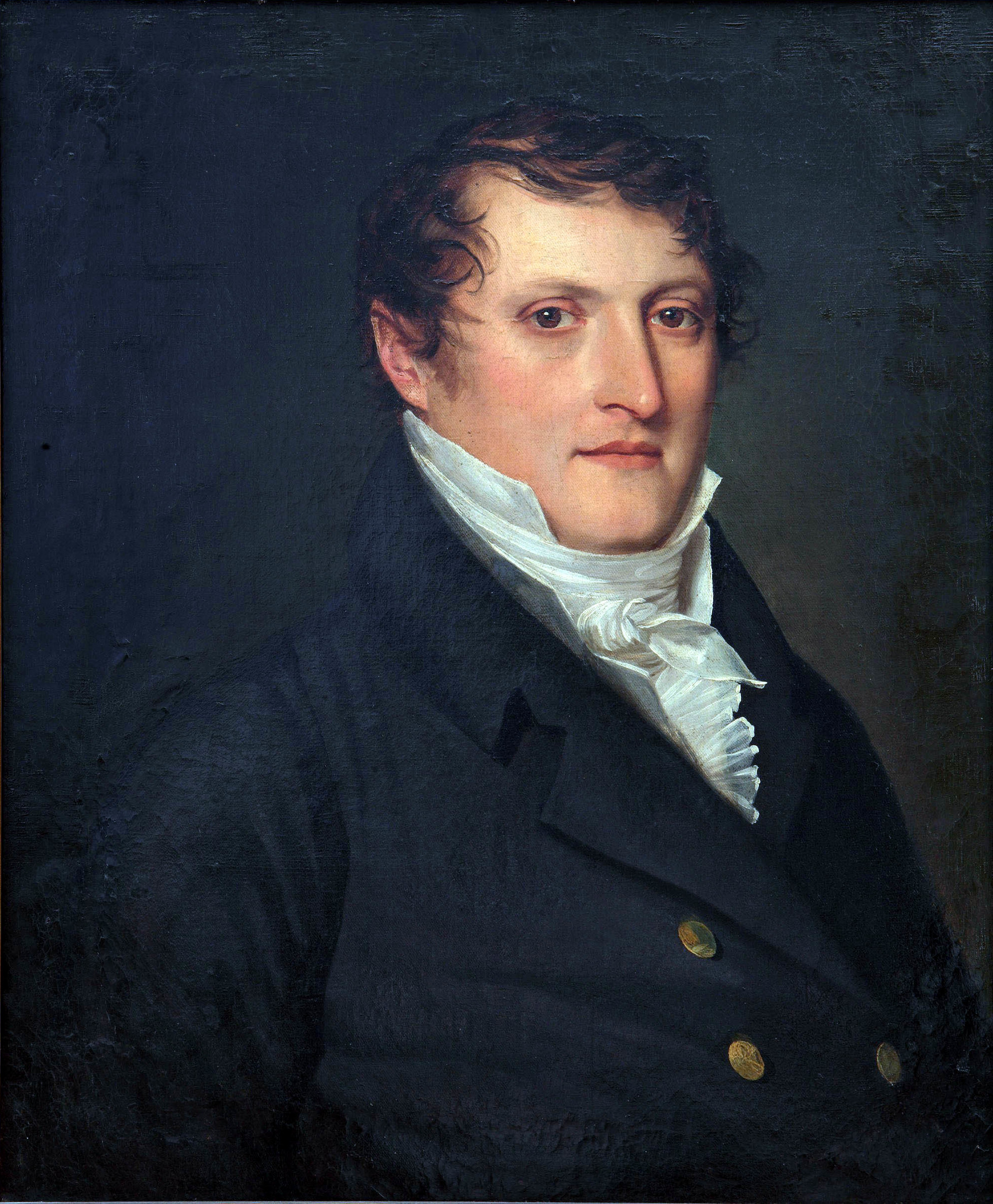
Portrait de Manuel Belgrano

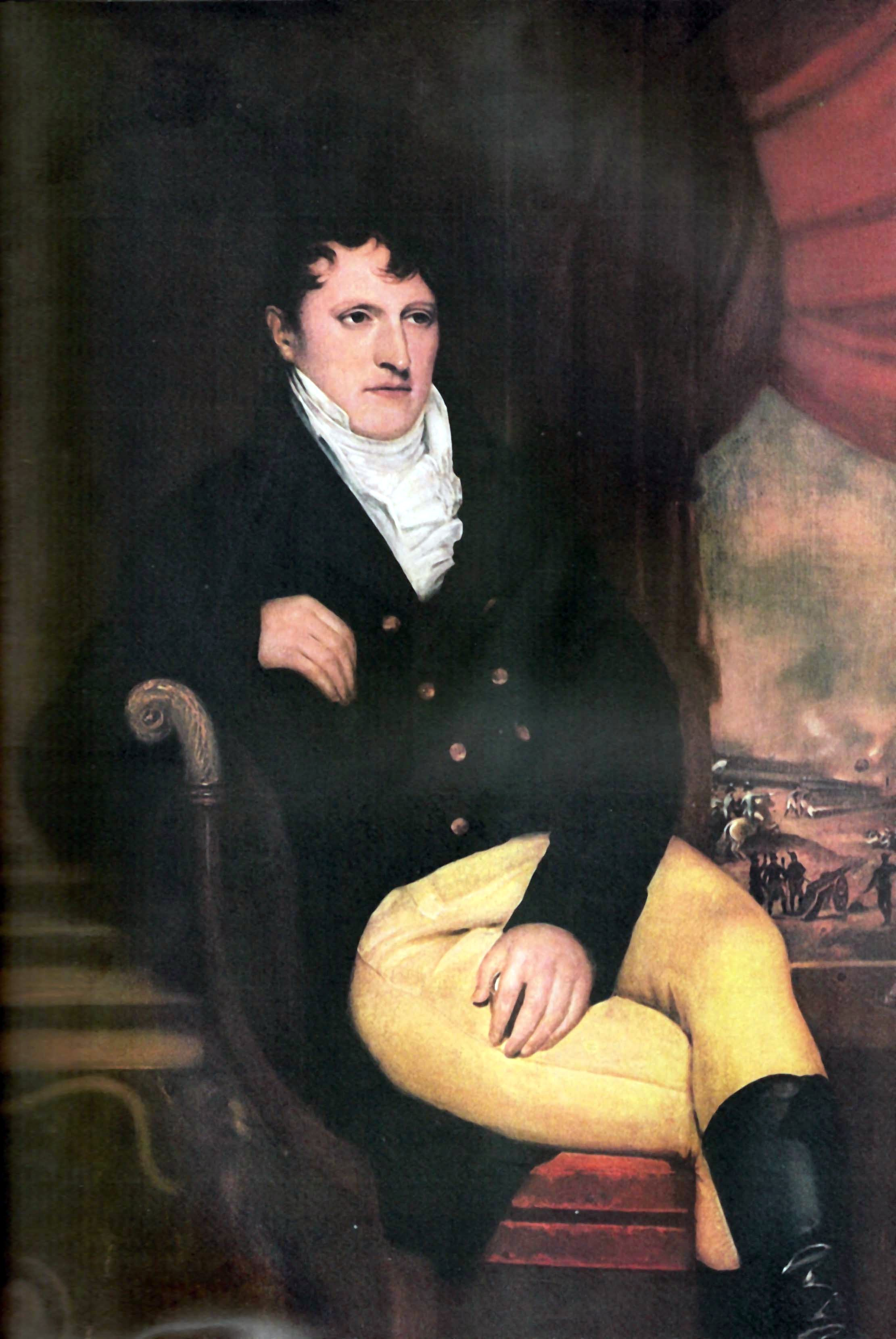
Portrait de Manuel Belgrano 1815

- Buenos-Aires, musée national des beaux-arts, Portrait de Manuel Belgrano, (Attribué à).
- Olavarría, museo municipal de Artes plásticas Dámaso Arce, Portrait de Manuel Belgrano, peint à Londres en 1815.